# سحلب الرسن
سحلب الرسن أو سحلب المستنقع (الاسم العلمي: Habenaria)، جنس نباتات من فصيلة السحلبية. تم وصف حوالي 880 نوعًا من سحلب الرسن رسميًا. أعطانه الأصلية في جميع أنحاء العالم باستثناء القارة القطبية الجنوبية، وتنمو في كل من المناطق الاستوائية وشبه الاستوائية.